# Kragujevac
Kragujevac (cyr. Крагујевац) – miasto w Serbii, stolica okręgu szumadijskiego i siedziba miasta Kragujevac. Położone jest nad rzeką Lepenicą, 125 km na południe od Belgradu. W 2011 roku liczyło 150 835 mieszkańców.
W Kragujevacu znajdują się duże zakłady przemysłu motoryzacyjnego i zbrojeniowego połączone w holding przemysłowy Zastava Automobili AD, gdzie produkowano m.in. samochody Yugo, samochody ciężarowe i dostawcze Iveco pod marką Zastava Kamioni oraz inne samochody osobowe pod marką Zastava. W roku 2008 Fiat Group Automobiles (FGA) nabył 67% udziałów tworząc Fiat Automobili Srbija (FAS). W roku 2009 rozpoczęła się produkcja Fiata Punto Classic, a w 2012 Fiata 500L.
Pierwsze wzmianki o mieście pojawiły się w 1476 roku. W 1818 książę Miłosz Obrenowić ogłosił miasto stolicą państwa serbskiego. W 1835 roku uchwalono w Kragujevacu pierwszą serbską konstytucję, powstały tu także pierwsze w Serbii: sąd, gimnazjum, drukarnia i teatr.
W czasie II wojny światowej w wyniku akcji odwetowej w dniach 20–21 października 1941 roku Niemcy rozstrzelali od 2800 do 5000 mieszkańców, wśród nich dzieci i uczniów szkół średnich. W miejscu kaźni wybudowano muzeum poświęcone temu wydarzeniu. Jako jedyne miasto w Jugosławii Kragujevac został odznaczony wysokim orderem królewskim, Wielkim Krzyżem Orderu Gwiazdy Jerzego Czarnego (klasa wojskowa, 1942).
Kragujevac jest miastem partnerskim Bielska-Białej i Bydgoszczy.

## Miasta partnerskie
- Suresnes, Francja
- Pitești, Rumunia
- Ochryda, Macedonia Północna
- Bydgoszcz, Polska
- Bielsko-Biała, Polska
- Springfield, Stany Zjednoczone
- Reggio nell’Emilia, Włochy
- Karlovac, Chorwacja
- Mohylew, Białoruś
- Trenczyn, Słowacja
- Carrara, Włochy
- Bat Jam, Izrael
- Drama, Grecja
- Hanower, Niemcy
- Ingolstadt, Niemcy
- Mostar, Bośnia i Hercegowina
- Foča, Bośnia i Hercegowina
- Sinch’ŏn, Korea Północna